# 25e parallèle sud
Pour les articles homonymes, voir 25e parallèle.
En géographie, le 25e parallèle sud est le parallèle joignant les points de la surface de la Terre dont la latitude est égale à 25° sud

## Géographie

### Dimensions
Dans le système géodésique WGS 84, au niveau de 25° de latitude sud, un degré de longitude équivaut à 100,950 km ; la longueur totale du parallèle est donc de 36 342 km, soit environ 91 % de celle de l'équateur. Il en est distant de 2 766 km et du pôle Sud de 7 236 km,.

### Régions traversées
Le 25e parallèle sud passe au-dessus des océans sur environ 77 % de sa longueur. Du point de vue des terres émergées, il traverse la Namibie, l'Afrique du Sud, le Botswana, Madagascar, l'Australie, le Chili, l'Argentine, le Paraguay et le Brésil.
Le tableau ci-dessous résume les différentes zones traversées par le parallèle, d'ouest en est :
| Zone             | Début                 | Fin                   | Longueur (km) |
| ---------------- | --------------------- | --------------------- | ------------- |
| Océan Atlantique | 25° 00′ S, 47° 52′ O  | 25° 00′ S, 14° 51′ E  | 6 331         |
| Afrique          | 25° 00′ S, 14° 51′ E  | 25° 00′ S, 34° 05′ E  | 1 942         |
| Océan Indien     | 25° 00′ S, 34° 05′ E  | 25° 00′ S, 44° 03′ E  | 1 006         |
| Madagascar       | 25° 00′ S, 44° 03′ E  | 25° 00′ S, 47° 01′ E  | 299           |
| Océan Indien     | 25° 00′ S, 47° 01′ E  | 25° 00′ S, 113° 39′ E | 6 727         |
| Australie        | 25° 00′ S, 113° 39′ E | 25° 00′ S, 152° 30′ E | 3 922         |
| Océan Pacifique  | 25° 00′ S, 152° 30′ E | 25° 00′ S, 153° 13′ E | 72            |
| Île Fraser       | 25° 00′ S, 153° 13′ E | 25° 00′ S, 153° 22′ E | 15            |
| Océan Pacifique  | 25° 00′ S, 153° 22′ E | 25° 00′ S, 70° 29′ O  | 13 744        |
| Amérique du Sud  | 25° 00′ S, 70° 29′ O  | 25° 00′ S, 47° 52′ O  | 2 283         |